# Georg Werner von Dequede
Georg Werner von Dequede († Mai 1757 vor Prag) war ein preußischer Major und Generaladjutant des Prinzen von Preußen, August Wilhelm von Preußen.

## Leben
Georg Werner war Angehöriger des altmärkischen Adelsgeschlechts Dequede.
Er trat in die preußische Armee ein und bestritt eine Offizierslaufbahn. Im Siebenjährigen Krieg konnte er sich mehrfach auszeichnen. Als Premierleutnant tat er sich in der Schlacht bei Lobositz derart hervor, dass ihn der König auf dem Schlachtfeld zum Hauptmann beförderte und ihm den Orden Pour le Mérite verlieh. Vor Prag stand er beim 2. Bataillon des Infanterieregiment Nr. 35 als er am 6. Mai schwer verwundet wurde. Prinz August Wilhelm besuchte seinen früheren Generaladjutanten am 10. Mai, nachdem diesem am Tag zuvor beide Unterschenkel amputiert werden mussten. Dequede erlag seinen Verletzungen kurz darauf im Lager vor Prag.

Prinz Heinrich von Preußen widmete ihm eine Gedenktafel (Nr. 24) auf seinem Rheinsberger Obelisken: 

„Adjutant beim Prinzen von Preußen, Bruder des Königs, Major im Regiment Prinz Heinrich. Seine richtige Urteilskraft, sein fester Charakter, seine Unerschrockenheit ließen wünschen, er möchte auf lange Zeit dem Staate nützlich werden. Aber 1757, in der Schlacht bei Prag, wurden ihm durch eine Kanonenkugel beide Füße weggeschossen. Er lebte noch einige Stunden, und unter den heftigsten Schmerzen verleugnete sich sein Heldenmut nicht, bis zum letzten Hauch.“